# Fort Recovery (Ohio)
Pour les articles homonymes, voir Fort Recovery.
Fort Recovery est un village américain situé dans le comté de Mercer, dans l'Ohio. Selon le recensement de 2010, sa population est de 1 430 habitants.